# Hughes 269
El Hughes TH-55 Osage fue un helicóptero ligero de entrenamiento de motor de pistón estadounidense producido para el Ejército de los Estados Unidos. También fue producido como la familia Model 269 de helicópteros ligeros utilitarios, algunos de los cuales fueron comercializados como Model 300. El Model 300C fue producido y desarrollado por Schweizer después de 1983.

## Desarrollo
En 1955, la Hughes Tool Company's Aircraft Division llevó a cabo un estudio de mercado que mostraba que había demanda de un helicóptero ligero biplaza de bajo coste. La división comenzó a construir el Model 269 en septiembre del mismo año. Fue diseñado inicialmente con una cabina totalmente acristalada con asientos para dos pilotos, o un piloto y un pasajero. También tenía un fuselaje de estructura abierta y un rotor articulado tripala. El prototipo voló el 2 de octubre de 1956, pero no fue hasta 1960 que se tomó la decisión de desarrollar el helicóptero para la producción. Con este modelo, Hughes se hizo exitosamente con una gran porción del mercado civil de helicópteros, con una aeronave que se mostró popular en tareas agrícolas, de policía y otras.

## Diseño
El Hughes 269 fue diseñado con un rotor principal tripala totalmente articulado, con diseño de Drago Jovanovich, y un rotor de cola bipala que permanecerían como características distintivas de todas sus variantes. También poseía un tren de aterrizaje amortiguado de tipo esquís. Los controles de vuelo estaban unidos directamente al control cíclico del helicóptero, por lo que no existían sistemas hidráulicos en el 269. Generalmente, había dos juegos de controles, aunque esto era opcional en el civil 269A. En las aeronaves triplaza, la palanca central de control colectivo era desmontable y se podía instalar un cojín de asiento en su lugar para el tercer pasajero.

## Historia operacional

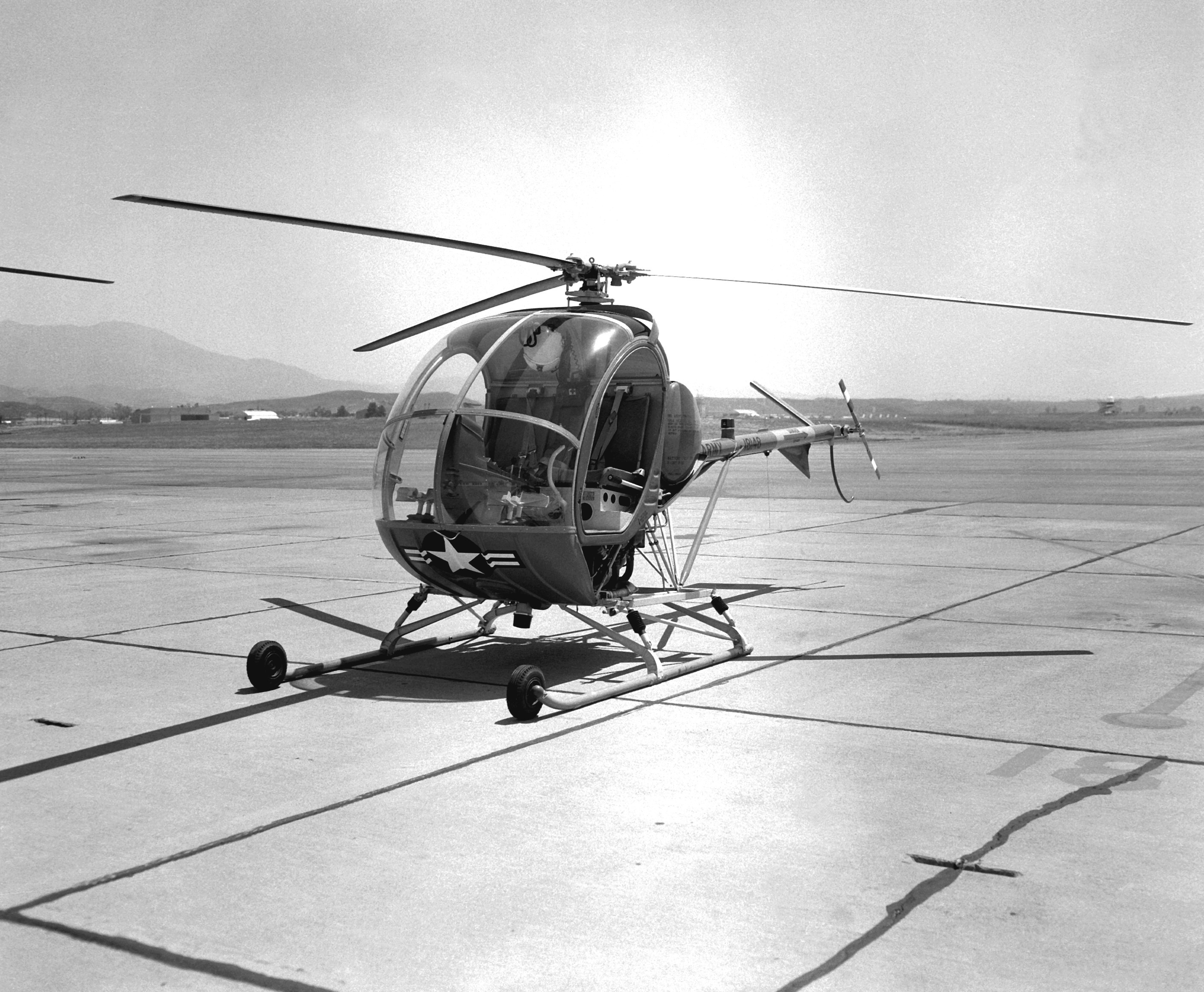
Helicóptero TH-55A Osage aparcado en la línea de vuelo.

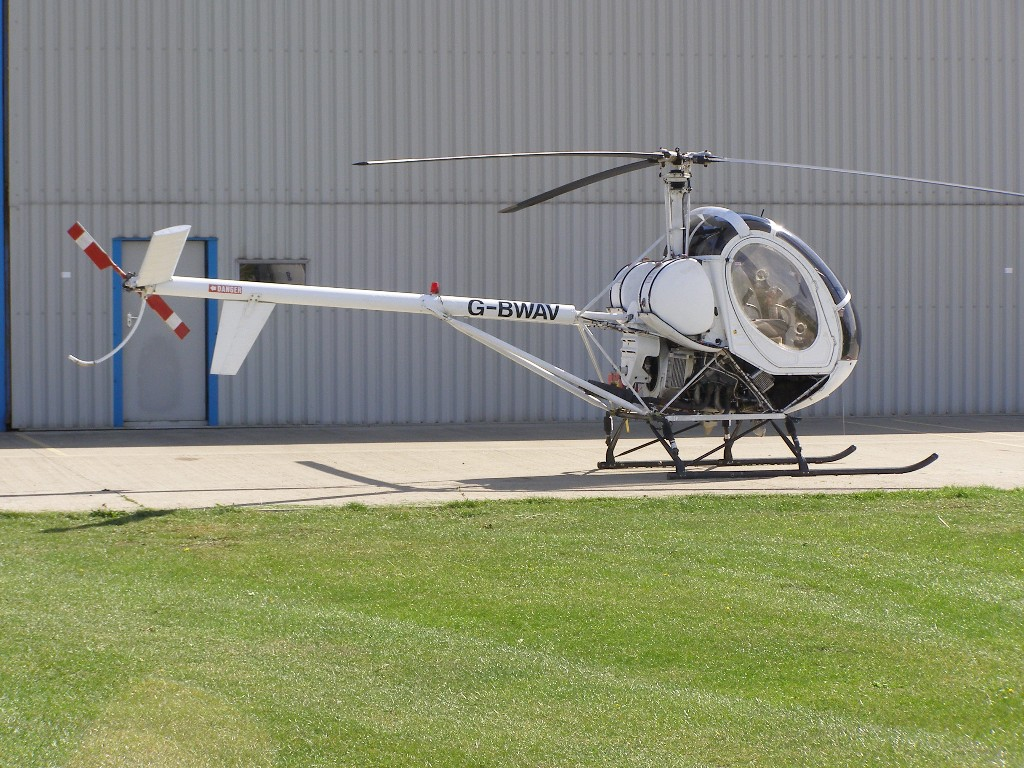
Schweizer 300C.

En 1958, antes de la producción a jornada completa, Hughes proporcionó cinco ejemplares de preproducción Model 269 al Ejército estadounidense para su evaluación como helicóptero ligero de observación, para reemplazar a los añosos OH-13 Sioux y OH-23 Raven. Designado como YHO-2HU, el helicóptero fue finalmente rechazado. El 9 de abril de 1959, el 269 recibió la certificación de la FAA y Hughes continuó concentrándose en la producción civil. Con algunos cambios de diseño, las entregas de la versión Model 269A comenzaron en 1961. A mitad de 1963, se estaban produciendo alrededor de 20 aeronaves al mes y en la primavera de 1964, se habían construido 314 ejemplares.
Aunque el Ejército estadounidense no encontró adecuado al Model 269 para realizar misiones de combate, en 1964 adoptó el Model 269A como helicóptero de entrenamiento para reemplazar al TH-23, y lo designó TH-55A Osage. Por 1969 se habían entregado 792 helicópteros TH-55, y permanecerían en servicio como helicóptero de entrenamiento básico del Ejército estadounidense hasta que fueron reemplazados en 1988 por el UH-1 Huey. En el momento de su relevo, más de 60 000 pilotos del Ejército estadounidense se habían entrenado en el TH-55, haciéndolo el helicóptero de entrenamiento de más largo servicio del Ejército. Además de al Ejército estadounidense, Hughes entregó TH-55/269/300 a otros clientes militares.
En 1964, Hughes introdujo el ligeramente mayor Model 269B triplaza, que lo comercializó como Hughes 300. El mismo año, el Hughes 269 estableció un récord de resistencia de 101 horas. Para establecer el récord, dos pilotos se turnaron pilotando la aeronave y volaron en estacionario con efecto suelo para repostar. Para asegurar la no realización de trampas, se colocaron huevos en la parte inferior del tren de aterrizaje de esquís para registrar cualquier aterrizaje que detuviera el récord.
El Hughes 300 fue seguido en 1969 por el mejorado Hughes 300C (llamado a veces 269C), que voló por primera vez el 6 de marzo de 1969 y recibió la certificación de la FAA en mayo de 1970. Este nuevo modelo introducía un más potente motor Lycoming HIO-360-D1A de 140 kW (190 hp) y un rotor de mayor diámetro, proporcionándole un incremento de la carga del 45%, además de mejoras en las prestaciones generales. Fue este modelo el que comenzó a fabricar Schweizer bajo licencia de Hughes en 1983. En 1986, Schweizer adquirió todos los derechos del helicóptero a McDonnell Douglas, que había comprado Hughes Helicopters en 1984 y la había rebautizado como McDonnell Douglas Helicopter Systems. Unos años después, Schweizer adquirió el Certificado de Tipo de la FAA conocido como Schweizer-Hughes 300. Aunque Schweizer realizó más de 250 mejoras menores, el diseño básico permaneció inalterado.
Entre Hughes y Schweizer, e incluyendo la producción bajo licencia foránea de aeronaves de entrenamiento civil y militar, se han construido y volado cerca de 3000 ejemplares del Model 269/300 en los últimos 50 años. Esto habría sido el final de la historia, pero Schweizer continuó desarrollando el Model 300 añadiéndole una turbina y rediseñando el fuselaje para crear el Model 330m; y más tarde desarrolló los componentes dinámicos para aprovechar las mayores ventajas de la potencia del motor de turbina; esto condujo al desarrollo del Model 333.

## Variantes

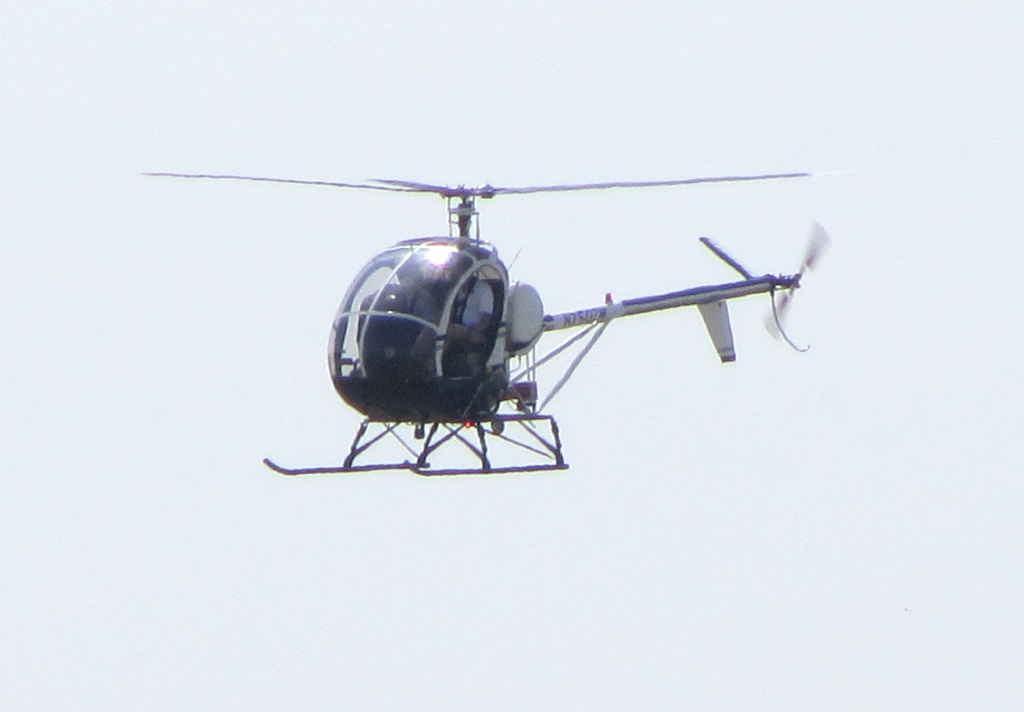
Model 269C de 1989.

Hughes 269
Dos aeronaves prototipo propulsadas por un motor Lycoming O-360-A de 180 hp y con botalón de celosía. Primer vuelo el 2 de octubre de 1956.
269A
Reemplazando el botalón de celosía del prototipo por uno de aluminio monocasco trapezoidal, el 269A llegó con opciones para los motores Lycoming de 180 hp; el O-369-C2D de baja compresión, el HO-360-B1B de alta compresión, o el HIO-360-B1A de inyección de combustible. Los clientes también tenían la opción de controles dobles y un depósito auxiliar de combustible de 72 litros.
YHO-2
Cinco aeronaves 269A fueron evaluadas por el Ejército de los Estados Unidos como helicóptero de observación en 1957-58, designados originalmente como XH-42. El Ejército no ordenó el YHO-2 debido a la falta de presupuesto.
TH-55A
792 helicópteros 269A comprados por el Ejército estadounidense entre 1964 y 1967. Seleccionado como su helicóptero estándar de entrenamiento y bautizado por la tribu nativa americana Osage; los estudiantes piloto lo apodaron el "Mattel Messerchmidt". Fue equipado con radio e instrumentación militares. Un TH-55A experimental fue equipado con un motor turboeje Allison 250-C18, y otro sería equipado con un motor rotativo Wankel RC 2-60 de 185 hp.
TH-55J
38 ejemplares construidos bajo licencia del 269A, fabricados por Kawasaki para la Fuerza Terrestre de Autodefensa de Japón.
269A-1 "Model 200 Utility"
El 269A-1 fue un modelo de lujo del 269A, presentando interior y pintura personalizados, y compensador del mando cíclico; fue comercializado como Hughes Model 200. El Model 200 también ofrecía un depósito de combustible principal de 114 l opcional, en lugar del estándar de 95 l. Sin embargo, no venía con la opción del motor O-369-C2D.
Model 200 Deluxe
En general, similar al Model 200.
269B "Model 300"
Presentando una cabina triplaza, el 269B estaba propulsado por un motor Lycoming HIO-360-A1A de 190 hp y fue comercializado como Hughes Model 300. También estaban disponibles flotadores opcionales en el 300, el primero de cualquier variante del 269.
280U
Versión utilitaria monoplaza del 269B con sistema eléctrico de embrague y compensador. El 280U podía ser equipado con equipo fumigador para aplicaciones agrícolas.
300AG
269B diseñado específicamente para realizar fumigaciones agrícolas con un depósito químico de 114 l a cada lado del fuselaje, y una pértiga fumigadora de 10,67 m.
300B
269B con un Quiet Tail Rotor (Rotor de Cola Silencioso) instalado para reducir los niveles de ruido a los de un avión ligero. El QTR fue instalado en todos los modelos de producción a partir de junio de 1967, y fue ofrecido como kit para las aeronaves construidas anteriormente.
269C "Model 300C"
El 300C estaba propulsado por un Lycoming HIO-360-D1A de 141 kW (190 hp) y tenía un rotor de mayor diámetro (8,18 m comparados con los 7,72 m). Los mayores rotor y motor le proporcionaban un incremento en las prestaciones de un 45% respecto a los modelos previos del 269. Hughes y Schweizer lo comercializaron como Model 300C.
NH-300C
269C fabricados bajo licencia por la firma constructora de aeronaves BredaNardi.
300C Sky Knight
Versión de patrulla policial del 300C .
TH-300C
Versión militar de entrenamiento.

## Operadores
Argelia
- Fuerza Aérea Argelina[8]

 Brasil
- Marina de Brasil[9]

 Chile
- Carabineros de Chile[10]

 Colombia
- Fuerza Aérea Colombiana[11][12]

 Costa Rica
- Fuerza Pública de Costa Rica[12]

 España
- Ejército del Aire[13]

 Estados Unidos
- Ejército de los Estados Unidos[14]

 Grecia

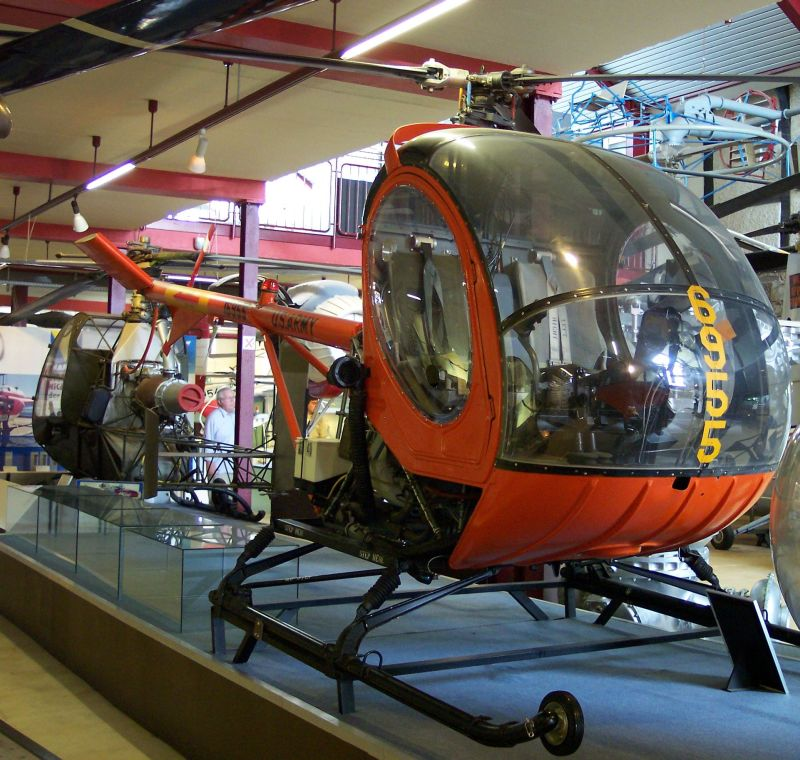
Un TH-55 Osage en exhibición en el Hubschraubermuseum Bückeburg, Alemania.

- Ejército Griego: opera 20 Breda Nardi NH300C en tareas de entrenamiento.[15]

 Haití
- Fuerzas Armadas de Haití[16]

 Honduras
- Fuerza Aérea Hondureña[17][18]

 India
- Armada India[19][20]

 Japón
- Fuerza Terrestre de Autodefensa de Japón[21]

 República de China
- Ejército de la República de China[22][23]

 Sierra Leona
- Arma Aérea de Sierra Leona[24]

 Suecia
- Ejército de Suecia[25]

 Tailandia
- Real Ejército Tailandés[26]

 Turquía
- Ejército de Turquía[27]

## Especificaciones (Hughes 269A)
Referencia datos: Evergreen Aviation and Space Museum

### Características generales
- Tripulación: Dos (pilotos)
- Longitud: 8,8 m (28,9 ft)
- Diámetro rotor principal: 7,6 m (24,9 ft)
- Altura: 2,4 m (7,9 ft)
- Área circular: 45,6 m² (490,8 ft²)
- Peso vacío: 406 kg (894,8 lb)
- Peso cargado: 703 kg (1549,4 lb)
- Planta motriz: 1× motor bóxer de cuatro cilindros refrigerado por aire Lycoming HIO-360-B1A.
  - Potencia: 134 kW (185 HP; 182 CV)

### Rendimiento
- Velocidad máxima operativa (Vno): 145 km/h (90 MPH; 78 kt)
- Velocidad crucero (Vc): 120 km/h (75 MPH; 65 kt)
- Alcance: 375 km (202 nmi; 233 mi)
- Techo de vuelo: 4460 m (14 633 ft)

## Aeronaves relacionadas

### Desarrollos relacionados
- Schweizer 300

### Aeronaves similares
- Bell 47
- OH-23 Raven
- Robinson R22

### Secuencias de designación
- Secuencia Numérica (interna de Hughes): 269 - 300 - 500 - 530F
- Secuencia HO-_ (Helicópteros de Observación del Ejército estadounidense, 1956-1962): HO-1 - HO-2 - HO-3 - HO-4 - HO-5 →
- Secuencia H-_ (Helicópteros de la USAF, 1948-1962): ← H-39  - H-40 - H-41 - H-42 - H-43
- Secuencia _H-_ (Helicópteros estadounidenses, 1962-presente): ← HH-52 - CH-53/HH-53/MH-53/CH-53E/CH-53K - CH-54 - TH-55 - AH-56 - TH-57 - OH-58 →
- Secuencia Z._ (Helicópteros del Ejército del Aire español, 1954-1978): ← Z.17 - Z.18 - Z.19 - Z.20
- Secuencia H._ (Helicópteros del Ejército del Aire español, 1978-presente): ← HT.17 - HU.18 - HT/HD.19 - HE.20 - HU/HD/HT.21 - HU.22 - HS.23 →